# Élections cantonales de 2004 dans la Seine-Maritime
Les élections cantonales ont eu lieu les 21 et 28 mars 2004.
Lors de ces élections, 35 des 69 cantons de la Seine-Maritime ont été renouvelés. Elles ont vu la reconduction de la majorité socialiste dirigée par Didier Marie, succédant à Charles Revet, président UMP du conseil général depuis 1993.

## Résultats à l’échelle du département
Répartition départementale des résultats (2e tour).
- PCF (8,28 %)
- PS (53,97 %)
- PRG (1,21 %)
- DVG (2,2 %)
- UMP (12,2 %)
- UDF (2,98 %)
- DVD (15,08 %)
- FN (4,08 %)

| Étiquette      | Étiquette                           | Premier tour | Premier tour | Second tour | Second tour | Sièges |
| Étiquette      | Étiquette                           | Voix         | %            | Voix        | %           | Sièges |
| -------------- | ----------------------------------- | ------------ | ------------ | ----------- | ----------- | ------ |
|                | Parti socialiste                    | 76 902       | 31,58        | 120 754     | 53,97       | 19     |
|                | Parti communiste français           | 27 571       | 11,32        | 18 520      | 8,28        | 3      |
|                | Divers gauche                       | 16 822       | 6,91         | 4 916       | 2,20        | 3      |
|                | Les Verts                           | 9 430        | 3,87         |             |             |        |
|                | Extrême gauche                      | 8 714        | 3,58         |             |             |        |
|                | Parti radical de gauche             | 2 632        | 1,08         | 2 703       | 1,21        | 0      |
| Gauche         | Gauche                              | 142 071      | 58,34        | 146 893     | 65,66       | 25     |
|                |                                     |              |              |             |             |        |
|                | Divers droite                       | 37 807       | 15,53        | 33 748      | 15,08       | 6      |
|                | Front national                      | 31 492       | 12,93        | 9 134       | 4,08        | 0      |
|                | Union pour un mouvement populaire   | 23 843       | 9,79         | 27 301      | 12,20       | 3      |
|                | Union pour la démocratie française  | 6 766        | 2,78         | 6 674       | 2,98        | 1      |
|                | Chasse, pêche, nature et traditions | 717          | 0,29         |             |             |        |
| Droite         | Droite                              | 100 625      | 41,32        | 76 857      | 34,34       | 10     |
|                |                                     |              |              |             |             |        |
|                | Écologistes divers                  | 781          | 0,32         |             |             |        |
|                |                                     |              |              |             |             |        |
| Inscrits       | Inscrits                            | 398 589      | 100,00       | 368 937     | 100,00      |        |
| Abstention     | Abstention                          | 145 116      | 36,41        | 125 572     | 34,04       |        |
| Votants        | Votants                             | 253 473      | 63,59        | 243 365     | 65,96       |        |
| Blancs et nuls | Blancs et nuls                      | 9 996        | 3,94         | 19 615      | 8,06        |        |
| Exprimés       | Exprimés                            | 243 477      | 96,06        | 223 750     | 91,94       |        |

## Résultats par canton

### Canton d'Aumale
| Candidats      | Candidats             | Étiquette      | Premier tour | Premier tour | Second tour | Second tour |
| Candidats      | Candidats             | Étiquette      | Voix         | %            | Voix        | %           |
| -------------- | --------------------- | -------------- | ------------ | ------------ | ----------- | ----------- |
|                | Pierre-Marie Duhamel* | UMP            | 1 721        | 48,59        | 2 063       | 55,76       |
|                | Chantal Benoît        | DVG            | 1 225        | 34,58        | 1 637       | 44,24       |
|                | Sylvie Collet         | FN             | 414          | 11,69        |             |             |
|                | François Druine       | PCF            | 182          | 5,14         |             |             |
|                |                       |                |              |              |             |             |
| Inscrits       | Inscrits              | Inscrits       | 5 277        | 100,00       | 5 277       | 100,00      |
| Abstention     | Abstention            | Abstention     | 1 548        | 29,33        | 1 388       | 26,30       |
| Votants        | Votants               | Votants        | 3 729        | 70,67        | 3 889       | 73,70       |
| Blancs et nuls | Blancs et nuls        | Blancs et nuls | 187          | 5,01         | 189         | 4,86        |
| Exprimés       | Exprimés              | Exprimés       | 3 542        | 94,99        | 3 700       | 95,14       |

*sortant

### Canton de Bacqueville-en-Caux
| Candidats      | Candidats         | Étiquette      | Premier tour | Premier tour | Second tour | Second tour |
| Candidats      | Candidats         | Étiquette      | Voix         | %            | Voix        | %           |
| -------------- | ----------------- | -------------- | ------------ | ------------ | ----------- | ----------- |
|                | Martial Hauguel   | DVD            | 2 467        | 44,44        | 2 932       | 50,13       |
|                | Gérard Fuchs      | PS             | 2 148        | 38,70        | 2 917       | 49,87       |
|                | Françoise Jouen   | FN             | 550          | 9,91         |             |             |
|                | Stéphane Beaumont | PCF            | 207          | 3,73         |             |             |
|                | Thierry Baillet   | CPNT           | 179          | 3,22         |             |             |
|                |                   |                |              |              |             |             |
| Inscrits       | Inscrits          | Inscrits       | 8 252        | 100,00       | 8 252       | 100,00      |
| Abstention     | Abstention        | Abstention     | 2 470        | 29,93        | 2 158       | 26,15       |
| Votants        | Votants           | Votants        | 5 782        | 70,07        | 6 094       | 73,85       |
| Blancs et nuls | Blancs et nuls    | Blancs et nuls | 231          | 4,00         | 245         | 4,02        |
| Exprimés       | Exprimés          | Exprimés       | 5 551        | 96,00        | 5 849       | 95,98       |

### Canton de Bellencombre
| Candidats      | Candidats       | Étiquette      | Premier tour | Premier tour | Second tour | Second tour |
| Candidats      | Candidats       | Étiquette      | Voix         | %            | Voix        | %           |
| -------------- | --------------- | -------------- | ------------ | ------------ | ----------- | ----------- |
|                | Annick Bocande* | DVD            | 1 393        | 38,29        | 1 984       | 53,64       |
|                | Daniel Fauvel   | PS             | 880          | 24,19        | 1 715       | 46,36       |
|                | Alain Lucas     | DVD            | 544          | 14,95        |             |             |
|                | Laure Delahais  | FN             | 444          | 12,20        |             |             |
|                | Jérôme Vadecard | DVD            | 250          | 6,87         |             |             |
|                | Didier Corroyer | PCF            | 127          | 3,49         |             |             |
|                |                 |                |              |              |             |             |
| Inscrits       | Inscrits        | Inscrits       | 5 487        | 100,00       | 5 487       | 100,00      |
| Abstention     | Abstention      | Abstention     | 1 686        | 30,73        | 1 555       | 28,34       |
| Votants        | Votants         | Votants        | 3 801        | 69,27        | 3 932       | 71,66       |
| Blancs et nuls | Blancs et nuls  | Blancs et nuls | 163          | 4,29         | 233         | 5,93        |
| Exprimés       | Exprimés        | Exprimés       | 3 638        | 95,71        | 3 699       | 94,07       |

*sortant

### Canton de Blangy-sur-Bresle
| Candidats      | Candidats         | Étiquette      | Premier tour | Premier tour | Second tour | Second tour |
| Candidats      | Candidats         | Étiquette      | Voix         | %            | Voix        | %           |
| -------------- | ----------------- | -------------- | ------------ | ------------ | ----------- | ----------- |
|                | Pierre Loin*      | DVD            | 2 400        | 45,44        | 2 910       | 53,24       |
|                | Rémy Bellanger    | PS             | 1 488        | 28,17        | 2 556       | 46,76       |
|                | Christian Becquet | PCF            | 749          | 14,18        |             |             |
|                | Jean-Yves Patry   | FN             | 645          | 12,21        |             |             |
|                |                   |                |              |              |             |             |
| Inscrits       | Inscrits          | Inscrits       | 8 059        | 100,00       | 8 059       | 100,00      |
| Abstention     | Abstention        | Abstention     | 2 494        | 30,95        | 2 251       | 27,93       |
| Votants        | Votants           | Votants        | 5 565        | 69,05        | 5 808       | 72,07       |
| Blancs et nuls | Blancs et nuls    | Blancs et nuls | 283          | 5,09         | 342         | 5,89        |
| Exprimés       | Exprimés          | Exprimés       | 5 282        | 94,91        | 5 466       | 94,11       |

*sortant

### Canton de Cany-Barville
| Candidats      | Candidats         | Étiquette      | Premier tour | Premier tour | Second tour | Second tour |
| Candidats      | Candidats         | Étiquette      | Voix         | %            | Voix        | %           |
| -------------- | ----------------- | -------------- | ------------ | ------------ | ----------- | ----------- |
|                | Didier Jouanne*   | UDF            | 2 071        | 46,88        | 2 363       | 51,38       |
|                | Bruno Thune       | PS             | 1 453        | 32,89        | 2 236       | 48,62       |
|                | Jérôme Stalin     | DVD            | 478          | 10,82        |             |             |
|                | Armelle Sainsimon | FN             | 416          | 9,42         |             |             |
|                |                   |                |              |              |             |             |
| Inscrits       | Inscrits          | Inscrits       | 6 905        | 100,00       | 6 906       | 100,00      |
| Abstention     | Abstention        | Abstention     | 2 274        | 32,93        | 2 113       | 30,60       |
| Votants        | Votants           | Votants        | 4 631        | 67,07        | 4 793       | 69,40       |
| Blancs et nuls | Blancs et nuls    | Blancs et nuls | 213          | 4,60         | 194         | 4,05        |
| Exprimés       | Exprimés          | Exprimés       | 4 418        | 95,40        | 4 599       | 95,95       |

*sortant

### Canton de Caudebec-les-Elbeuf
| Candidats      | Candidats         | Étiquette      | Premier tour | Premier tour | Second tour | Second tour |
| Candidats      | Candidats         | Étiquette      | Voix         | %            | Voix        | %           |
| -------------- | ----------------- | -------------- | ------------ | ------------ | ----------- | ----------- |
|                | Didier Marie      | PS             | 4 819        | 47,27        | 7 900       | 75,74       |
|                | Laurent Stevenoot | FN             | 1 772        | 17,38        | 2 531       | 24,26       |
|                | Franck Meyer      | UDF            | 1 580        | 15,50        |             |             |
|                | Caroline Wolf     | PCF            | 1 384        | 13,58        |             |             |
|                | Alain Rivière     | EXG            | 640          | 6,28         |             |             |
|                |                   |                |              |              |             |             |
| Inscrits       | Inscrits          | Inscrits       | 18 191       | 100,00       | 18 190      | 100,00      |
| Abstention     | Abstention        | Abstention     | 7 511        | 41,29        | 6 956       | 38,24       |
| Votants        | Votants           | Votants        | 10 680       | 58,71        | 11 234      | 61,76       |
| Blancs et nuls | Blancs et nuls    | Blancs et nuls | 485          | 4,54         | 803         | 7,15        |
| Exprimés       | Exprimés          | Exprimés       | 10 195       | 95,46        | 10 431      | 92,85       |

### Canton de Criquetot-l'Esneval
| Candidats      | Candidats           | Étiquette      | Premier tour | Premier tour | Second tour | Second tour |
| Candidats      | Candidats           | Étiquette      | Voix         | %            | Voix        | %           |
| -------------- | ------------------- | -------------- | ------------ | ------------ | ----------- | ----------- |
|                | Charles Revet*      | UMP            | 3 335        | 46,42        | 4 538       | 58,05       |
|                | Hervé Lepileur      | DVG            | 1 954        | 25,66        | 3 279       | 41,95       |
|                | Michel Souhaite     | PS             | 1 068        | 14,02        |             |             |
|                | Jean-Pierre Laurent | FN             | 738          | 9,69         |             |             |
|                | Didier Escudero     | PCF            | 321          | 4,21         |             |             |
|                |                     |                |              |              |             |             |
| Inscrits       | Inscrits            | Inscrits       | 11 326       | 100,00       | 11 319      | 100,00      |
| Abstention     | Abstention          | Abstention     | 3 492        | 30,83        | 3 108       | 27,46       |
| Votants        | Votants             | Votants        | 7 834        | 69,17        | 8 211       | 72,54       |
| Blancs et nuls | Blancs et nuls      | Blancs et nuls | 218          | 2,78         | 394         | 4,80        |
| Exprimés       | Exprimés            | Exprimés       | 7 616        | 97,22        | 7 817       | 95,20       |

*sortant

### Canton de Darnétal
| Candidats      | Candidats         | Étiquette      | Premier tour | Premier tour | Second tour | Second tour |
| Candidats      | Candidats         | Étiquette      | Voix         | %            | Voix        | %           |
| -------------- | ----------------- | -------------- | ------------ | ------------ | ----------- | ----------- |
|                | Nicolle Rimasson* | PS             | 5 031        | 43,36        | 7 700       | 64,11       |
|                | Michèle Prevost   | UDF            | 2 023        | 17,44        | 4 311       | 35,89       |
|                | Jean Lemercier    | FN             | 1 526        | 13,15        |             |             |
|                | François Lelièvre | DVD            | 1 456        | 12,55        |             |             |
|                | Alexis Deck       | Verts          | 744          | 6,41         |             |             |
|                | Olivier Demiselle | PCF            | 450          | 3,88         |             |             |
|                | Laurent Habbak    | EXG            | 372          | 3,21         |             |             |
|                |                   |                |              |              |             |             |
| Inscrits       | Inscrits          | Inscrits       | 18 306       | 100,00       | 18 274      | 100,00      |
| Abstention     | Abstention        | Abstention     | 6 295        | 34,39        | 5 645       | 30,89       |
| Votants        | Votants           | Votants        | 12 011       | 65,61        | 12 629      | 69,11       |
| Blancs et nuls | Blancs et nuls    | Blancs et nuls | 409          | 3,41         | 618         | 4,89        |
| Exprimés       | Exprimés          | Exprimés       | 11 602       | 96,59        | 12 011      | 95,11       |

*sortant

### Canton de Dieppe-Est
| Candidats      | Candidats                | Étiquette      | Premier tour | Premier tour | Second tour | Second tour |
| Candidats      | Candidats                | Étiquette      | Voix         | %            | Voix        | %           |
| -------------- | ------------------------ | -------------- | ------------ | ------------ | ----------- | ----------- |
|                | Daniel Lefèvre*          | UMP            | 3 052        | 35,81        | 4 089       | 44,76       |
|                | Sandrine Hurel           | PS             | 2 123        | 24,91        | 5 046       | 55,24       |
|                | Marie-Catherine Gaillard | PCF            | 1 684        | 19,76        | Retrait     | Retrait     |
|                | Jean-Pierre Bauge        | FN             | 809          | 9,49         |             |             |
|                | Frédéric Weisz           | Verts          | 428          | 5,02         |             |             |
|                | Michelle Petiteville     | EXG            | 271          | 3,18         |             |             |
|                | Bruno Ricque             | EXG            | 155          | 1,82         |             |             |
|                |                          |                |              |              |             |             |
| Inscrits       | Inscrits                 | Inscrits       | 13 600       | 100,00       | 13 591      | 100,00      |
| Abstention     | Abstention               | Abstention     | 4 749        | 34,92        | 4 098       | 30,15       |
| Votants        | Votants                  | Votants        | 8 851        | 65,08        | 9 493       | 69,85       |
| Blancs et nuls | Blancs et nuls           | Blancs et nuls | 329          | 3,72         | 358         | 3,77        |
| Exprimés       | Exprimés                 | Exprimés       | 8 522        | 96,28        | 9 135       | 96,23       |

*sortant

### Canton de Duclair
| Candidats      | Candidats           | Étiquette      | Premier tour | Premier tour | Second tour | Second tour |
| Candidats      | Candidats           | Étiquette      | Voix         | %            | Voix        | %           |
| -------------- | ------------------- | -------------- | ------------ | ------------ | ----------- | ----------- |
|                | Bernard Leger*      | PS             | 5 357        | 45,30        | 9 285       | 78,14       |
|                | Jean-Pierre Hurel   | FN             | 1 711        | 14,47        | 2 597       | 21,86       |
|                | François Picard     | DVD            | 1 576        | 13,33        |             |             |
|                | Jean-Marie Aline    | DVG            | 1 455        | 12,30        |             |             |
|                | Alain Beaufils      | Verts          | 951          | 8,04         |             |             |
|                | Jean-Denis Duperoux | PCF            | 776          | 6,56         |             |             |
|                |                     |                |              |              |             |             |
| Inscrits       | Inscrits            | Inscrits       | 18 564       | 100,00       | 18 564      | 100,00      |
| Abstention     | Abstention          | Abstention     | 6 259        | 33,72        | 5 793       | 31,21       |
| Votants        | Votants             | Votants        | 12 305       | 66,28        | 12 771      | 68,79       |
| Blancs et nuls | Blancs et nuls      | Blancs et nuls | 479          | 3,89         | 889         | 6,96        |
| Exprimés       | Exprimés            | Exprimés       | 11 826       | 96,11        | 11 882      | 93,04       |

*sortant

### Canton de Fauville-en-Caux
| Candidats      | Candidats            | Étiquette      | Premier tour | Premier tour |
| Candidats      | Candidats            | Étiquette      | Voix         | %            |
| -------------- | -------------------- | -------------- | ------------ | ------------ |
|                | Jean-François Mayer* | DVG            | 2 874        | 74,23        |
|                | Alain Prévot         | FN             | 552          | 14,26        |
|                | Philippe Guilbert    | PCF            | 444          | 11,47        |
|                | Cédric Lecarpentier  | DVD            | 2            | 0,05         |
|                |                      |                |              |              |
| Inscrits       | Inscrits             | Inscrits       | 6 000        | 100,00       |
| Abstention     | Abstention           | Abstention     | 1 752        | 29,20        |
| Votants        | Votants              | Votants        | 4 248        | 70,80        |
| Blancs et nuls | Blancs et nuls       | Blancs et nuls | 376          | 8,85         |
| Exprimés       | Exprimés             | Exprimés       | 3 872        | 91,15        |

*sortant

### Canton de Fécamp
| Candidats      | Candidats                     | Étiquette      | Premier tour | Premier tour | Second tour | Second tour |
| Candidats      | Candidats                     | Étiquette      | Voix         | %            | Voix        | %           |
| -------------- | ----------------------------- | -------------- | ------------ | ------------ | ----------- | ----------- |
|                | Patrick Jeanne                | PS             | 5 036        | 40,86        | 7 480       | 57,44       |
|                | Marie-Agnès Poussier-Winsback | UMP            | 2 395        | 19,43        | Retrait     | Retrait     |
|                | Jean-Marie Crochemore         | DVD            | 2 225        | 18,05        | 5 543       | 42,56       |
|                | Yves Robert                   | FN             | 1 110        | 9,01         |             |             |
|                | Frédéric Allais               | EXG            | 466          | 3,78         |             |             |
|                | Martine Rouzaud               | Verts          | 400          | 3,25         |             |             |
|                | Jean-Claude Breteau           | PCF            | 356          | 2,89         |             |             |
|                | Jean-Yves Soret               | PRG            | 336          | 2,73         |             |             |
|                |                               |                |              |              |             |             |
| Inscrits       | Inscrits                      | Inscrits       | 20 998       | 100,00       | 20 997      | 100,00      |
| Abstention     | Abstention                    | Abstention     | 8 333        | 39,68        | 7 457       | 35,51       |
| Votants        | Votants                       | Votants        | 12 665       | 60,32        | 13 540      | 64,49       |
| Blancs et nuls | Blancs et nuls                | Blancs et nuls | 341          | 2,69         | 517         | 3,82        |
| Exprimés       | Exprimés                      | Exprimés       | 12 324       | 97,31        | 13 023      | 96,18       |

### Canton de Fontaine-le-Dun
| Candidats      | Candidats              | Étiquette      | Premier tour | Premier tour | Second tour | Second tour |
| Candidats      | Candidats              | Étiquette      | Voix         | %            | Voix        | %           |
| -------------- | ---------------------- | -------------- | ------------ | ------------ | ----------- | ----------- |
|                | Dominique Chauvel      | PS             | 1 104        | 40,17        | 1 604       | 55,87       |
|                | Jérôme Lheureux        | DVD            | 895          | 32,57        | 1 267       | 44,13       |
|                | Jean-François Roulland | DVD            | 347          | 12,63        |             |             |
|                | Jacques Hourcastagnou  | DVG            | 168          | 6,11         |             |             |
|                | Cécile de Colombel     | FN             | 164          | 5,97         |             |             |
|                | Jean-Pierre Perier     | PCF            | 70           | 2,55         |             |             |
|                |                        |                |              |              |             |             |
| Inscrits       | Inscrits               | Inscrits       | 3 834        | 100,00       | 3 834       | 100,00      |
| Abstention     | Abstention             | Abstention     | 1 001        | 26,11        | 845         | 22,04       |
| Votants        | Votants                | Votants        | 2 833        | 73,89        | 2 989       | 77,96       |
| Blancs et nuls | Blancs et nuls         | Blancs et nuls | 85           | 3,00         | 118         | 3,95        |
| Exprimés       | Exprimés               | Exprimés       | 2 748        | 97,00        | 2 871       | 96,05       |

### Canton de Gonfreville-l'Orcher
| Candidats      | Candidats            | Étiquette      | Premier tour | Premier tour | Second tour | Second tour |
| Candidats      | Candidats            | Étiquette      | Voix         | %            | Voix        | %           |
| -------------- | -------------------- | -------------- | ------------ | ------------ | ----------- | ----------- |
|                | François Guégan      | PCF            | 3 554        | 44,40        | 6 470       | 78,82       |
|                | Claudine Loisel      | FN             | 3 532        | 16,17        | 1 739       | 21,18       |
|                | Alexandre Lemaitre   | PS             | 1 143        | 14,28        |             |             |
|                | Jean-Michel Harel    | UMP            | 850          | 10,62        |             |             |
|                | Anne-Marie Castelain | ECO            | 481          | 6,01         |             |             |
|                | Christophe Solal     | EXG            | 378          | 4,72         |             |             |
|                | Mickaël Baron        | PRG            | 304          | 3,80         |             |             |
|                |                      |                |              |              |             |             |
| Inscrits       | Inscrits             | Inscrits       | 13 481       | 100,00       | 13 481      | 100,00      |
| Abstention     | Abstention           | Abstention     | 5 149        | 38,19        | 4 749       | 35,23       |
| Votants        | Votants              | Votants        | 8 332        | 61,81        | 8 732       | 64,77       |
| Blancs et nuls | Blancs et nuls       | Blancs et nuls | 328          | 3,94         | 523         | 5,99        |
| Exprimés       | Exprimés             | Exprimés       | 8 004        | 96,06        | 8 209       | 94,01       |

### Canton de Grand-Couronne
| Candidats      | Candidats             | Étiquette      | Premier tour | Premier tour | Second tour | Second tour |
| Candidats      | Candidats             | Étiquette      | Voix         | %            | Voix        | %           |
| -------------- | --------------------- | -------------- | ------------ | ------------ | ----------- | ----------- |
|                | Dominique Randon*     | PS             | 4 178        | 34,64        | 9 412       | 100,00      |
|                | Patrice Dupray        | PCF            | 2 908        | 24,11        | Retrait     | Retrait     |
|                | Marie-Louise Vauquier | FN             | 1 767        | 14,65        |             |             |
|                | Michel Lennuyeux      | DVD            | 1 599        | 13,26        |             |             |
|                | Jean-Claude Dujardin  | Verts          | 978          | 8,11         |             |             |
|                | Jean-Pierre Paris     | EXG            | 631          | 5,23         |             |             |
|                |                       |                |              |              |             |             |
| Inscrits       | Inscrits              | Inscrits       | 19 426       | 100,00       | 19 428      | 100,00      |
| Abstention     | Abstention            | Abstention     | 6 820        | 35,11        | 6 905       | 35,54       |
| Votants        | Votants               | Votants        | 12 606       | 64,89        | 12 523      | 64,46       |
| Blancs et nuls | Blancs et nuls        | Blancs et nuls | 545          | 4,32         | 3 111       | 24,84       |
| Exprimés       | Exprimés              | Exprimés       | 12 061       | 95,68        | 9 412       | 75,16       |

*sortant

### Canton du Havre-3
| Candidats      | Candidats          | Étiquette      | Premier tour | Premier tour | Second tour | Second tour |
| Candidats      | Candidats          | Étiquette      | Voix         | %            | Voix        | %           |
| -------------- | ------------------ | -------------- | ------------ | ------------ | ----------- | ----------- |
|                | Gérard Heuzé*      | PS             | 1 580        | 19,53        | 5 907       | 72,27       |
|                | Josiane Léger      | FN             | 1 553        | 19,20        | 2 267       | 27,73       |
|                | Alain Ouille       | DVD            | 1 469        | 18,16        | Retrait     | Retrait     |
|                | Nadine Lahoussaine | PCF            | 1 298        | 16,04        |             |             |
|                | Éric Donfu         | DVG            | 953          | 11,78        |             |             |
|                | Laurent Leuret     | Verts          | 633          | 7,82         |             |             |
|                | Joël Lamy          | EXG            | 392          | 4,85         |             |             |
|                | Dominique Mutel    | DVG            | 212          | 2,62         |             |             |
|                |                    |                |              |              |             |             |
| Inscrits       | Inscrits           | Inscrits       | 15 115       | 100,00       | 15 116      | 100,00      |
| Abstention     | Abstention         | Abstention     | 6 713        | 44,41        | 6 132       | 40,57       |
| Votants        | Votants            | Votants        | 8 402        | 55,59        | 8 984       | 59,43       |
| Blancs et nuls | Blancs et nuls     | Blancs et nuls | 312          | 3,71         | 810         | 9,02        |
| Exprimés       | Exprimés           | Exprimés       | 8 090        | 96,29        | 8 174       | 90,98       |

*sortant

### Canton du Havre-4
| Candidats      | Candidats        | Étiquette      | Premier tour | Premier tour | Second tour | Second tour |
| Candidats      | Candidats        | Étiquette      | Voix         | %            | Voix        | %           |
| -------------- | ---------------- | -------------- | ------------ | ------------ | ----------- | ----------- |
|                | Agathe Cahierre* | UMP            | 2 222        | 40,40        | 3 084       | 53,29       |
|                | Paul Dhaille     | PRG            | 1 311        | 23,84        | 2 703       | 46,71       |
|                | Pascal Clément   | FN             | 556          | 10,11        |             |             |
|                | Marie-José Walch | Verts          | 554          | 10,07        |             |             |
|                | Myriam Argentin  | PCF            | 399          | 7,25         |             |             |
|                | Antoine Méroc    | EXG            | 229          | 4,16         |             |             |
|                | Stéphane Bottiau | DVD            | 229          | 4,16         |             |             |
|                |                  |                |              |              |             |             |
| Inscrits       | Inscrits         | Inscrits       | 9 798        | 100,00       | 9 798       | 100,00      |
| Abstention     | Abstention       | Abstention     | 4 131        | 42,16        | 3 760       | 38,38       |
| Votants        | Votants          | Votants        | 5 667        | 57,84        | 6 038       | 61,62       |
| Blancs et nuls | Blancs et nuls   | Blancs et nuls | 167          | 2,95         | 251         | 4,16        |
| Exprimés       | Exprimés         | Exprimés       | 5 500        | 97,05        | 5 787       | 95,84       |

*sortant

### Canton du Havre-9
| Candidats      | Candidats         | Étiquette      | Premier tour | Premier tour | Second tour | Second tour |
| Candidats      | Candidats         | Étiquette      | Voix         | %            | Voix        | %           |
| -------------- | ----------------- | -------------- | ------------ | ------------ | ----------- | ----------- |
|                | Michel Barrier*   | PCF            | 1 337        | 21,94        | 4 916       | 100,00      |
|                | Philippe Vidal    | PS             | 1 316        | 21,60        | Retrait     | Retrait     |
|                | Roselyne Lebrun   | FN             | 1 218        | 19,99        |             |             |
|                | Jean-Pierre Leroy | UMP            | 778          | 12,77        |             |             |
|                | Jean Defrene      | PRG            | 596          | 9,78         |             |             |
|                | Jérôme Deschamps  | Verts          | 276          | 4,53         |             |             |
|                | Éric Moisan       | EXG            | 222          | 3,64         |             |             |
|                | René Soret        | DVG            | 148          | 2,43         |             |             |
|                | Kheira Zemri      | DVG            | 121          | 1,99         |             |             |
|                | Thierry Coulon    | EXG            | 82           | 1,35         |             |             |
|                |                   |                |              |              |             |             |
| Inscrits       | Inscrits          | Inscrits       | 12 383       | 100,00       | 12 384      | 100,00      |
| Abstention     | Abstention        | Abstention     | 6 084        | 49,13        | 5 930       | 47,88       |
| Votants        | Votants           | Votants        | 6 299        | 50,87        | 6 454       | 52,12       |
| Blancs et nuls | Blancs et nuls    | Blancs et nuls | 205          | 3,25         | 1 538       | 23,83       |
| Exprimés       | Exprimés          | Exprimés       | 6 094        | 96,75        | 4 916       | 76,17       |

*sortant

### Canton de Lillebonne
| Candidats      | Candidats              | Étiquette      | Premier tour | Premier tour | Second tour | Second tour |
| Candidats      | Candidats              | Étiquette      | Voix         | %            | Voix        | %           |
| -------------- | ---------------------- | -------------- | ------------ | ------------ | ----------- | ----------- |
|                | Nicolas Beaussart      | PS             | 4 129        | 34,98        | 6 927       | 55,80       |
|                | Philippe Leroux        | UMP            | 4 024        | 34,09        | 5 486       | 44,20       |
|                | Jean Lebrun            | FN             | 1 753        | 14,85        |             |             |
|                | Marie-Odile Lecourtois | PCF            | 715          | 6,06         |             |             |
|                | Brigitte Bertois       | CPNT           | 538          | 4,56         |             |             |
|                | Simon Sulkowski        | EXG            | 463          | 3,92         |             |             |
|                | Yamina Zerd            | DVG            | 182          | 1,54         |             |             |
|                |                        |                |              |              |             |             |
| Inscrits       | Inscrits               | Inscrits       | 20 039       | 100,00       | 20 037      | 100,00      |
| Abstention     | Abstention             | Abstention     | 7 792        | 38,88        | 7 022       | 35,05       |
| Votants        | Votants                | Votants        | 12 247       | 61,12        | 13 015      | 64,95       |
| Blancs et nuls | Blancs et nuls         | Blancs et nuls | 443          | 3,62         | 602         | 4,63        |
| Exprimés       | Exprimés               | Exprimés       | 11 804       | 96,38        | 12 413      | 95,37       |

### Canton de Londinières
| Candidats      | Candidats       | Étiquette      | Premier tour | Premier tour |
| Candidats      | Candidats       | Étiquette      | Voix         | %            |
| -------------- | --------------- | -------------- | ------------ | ------------ |
|                | Michel Fouquet* | DVG            | 2 024        | 78,97        |
|                | Ferenc Simon    | FN             | 364          | 14,20        |
|                | Éric Souchet    | PCF            | 175          | 6,83         |
|                |                 |                |              |              |
| Inscrits       | Inscrits        | Inscrits       | 3 820        | 100,00       |
| Abstention     | Abstention      | Abstention     | 1 106        | 28,95        |
| Votants        | Votants         | Votants        | 2 714        | 71,05        |
| Blancs et nuls | Blancs et nuls  | Blancs et nuls | 151          | 5,56         |
| Exprimés       | Exprimés        | Exprimés       | 2 563        | 94,44        |

*sortant

### Canton de Longueville-sur-Scie
| Candidats      | Candidats         | Étiquette      | Premier tour | Premier tour | Second tour | Second tour |
| Candidats      | Candidats         | Étiquette      | Voix         | %            | Voix        | %           |
| -------------- | ----------------- | -------------- | ------------ | ------------ | ----------- | ----------- |
|                | Serge Boulanger   | PS             | 1 822        | 46,09        | 2 392       | 57,81       |
|                | Gérard Jouan      | UMP            | 1 486        | 37,59        | 1 746       | 42,19       |
|                | Philippe Duperron | FN             | 440          | 11,13        |             |             |
|                | Bertrand Feramus  | PCF            | 205          | 5,19         |             |             |
|                |                   |                |              |              |             |             |
| Inscrits       | Inscrits          | Inscrits       | 5 647        | 100,00       | 5 647       | 100,00      |
| Abstention     | Abstention        | Abstention     | 1 515        | 26,83        | 1 306       | 23,13       |
| Votants        | Votants           | Votants        | 4 132        | 73,17        | 4 341       | 76,87       |
| Blancs et nuls | Blancs et nuls    | Blancs et nuls | 179          | 4,33         | 203         | 4,68        |
| Exprimés       | Exprimés          | Exprimés       | 3 953        | 95,67        | 4 138       | 95,32       |

### Canton de Maromme
| Candidats      | Candidats         | Étiquette      | Premier tour | Premier tour | Second tour | Second tour |
| Candidats      | Candidats         | Étiquette      | Voix         | %            | Voix        | %           |
| -------------- | ----------------- | -------------- | ------------ | ------------ | ----------- | ----------- |
|                | David Lamiray     | PS             | 3 709        | 38,36        | 7 854       | 100,00      |
|                | Boris Lecoeur     | PCF            | 2 256        | 23,33        | Retrait     | Retrait     |
|                | Stéphane Delahaye | FN             | 1 476        | 15,26        |             |             |
|                | Régine Arnaud     | UDF            | 1 092        | 11,29        |             |             |
|                | David Cormand     | Verts          | 629          | 6,50         |             |             |
|                | Chantal Treguer   | DVG            | 304          | 3,14         |             |             |
|                | Pierre Hébert     | EXG            | 204          | 2,11         |             |             |
|                |                   |                |              |              |             |             |
| Inscrits       | Inscrits          | Inscrits       | 16 478       | 100,00       | 16 478      | 100,00      |
| Abstention     | Abstention        | Abstention     | 6 410        | 38,90        | 6 370       | 38,66       |
| Votants        | Votants           | Votants        | 10 068       | 61,10        | 10 108      | 61,34       |
| Blancs et nuls | Blancs et nuls    | Blancs et nuls | 398          | 3,95         | 2 254       | 22,30       |
| Exprimés       | Exprimés          | Exprimés       | 9 670        | 96,05        | 7 854       | 77,70       |

### Canton de Mont-Saint-Aignan
| Candidats      | Candidats         | Étiquette      | Premier tour | Premier tour | Second tour | Second tour |
| Candidats      | Candidats         | Étiquette      | Voix         | %            | Voix        | %           |
| -------------- | ----------------- | -------------- | ------------ | ------------ | ----------- | ----------- |
|                | Pierre Leautey    | PS             | 4 325        | 35,84        | 7 023       | 56,71       |
|                | Françoise Guégot  | DVD            | 3 193        | 26,46        | 5 362       | 43,29       |
|                | Philippe Grigy    | DVD            | 1 809        | 14,99        |             |             |
|                | Reynald Boursin   | FN             | 1 056        | 8,75         |             |             |
|                | Annette Gallot    | PCF            | 792          | 6,56         |             |             |
|                | Rachel Lafontaine | EXG            | 504          | 4,18         |             |             |
|                | Jany Letellier    | EXG            | 389          | 3,22         |             |             |
|                |                   |                |              |              |             |             |
| Inscrits       | Inscrits          | Inscrits       | 20 254       | 100,00       | 20 254      | 100,00      |
| Abstention     | Abstention        | Abstention     | 7 786        | 38,44        | 7 136       | 35,23       |
| Votants        | Votants           | Votants        | 12 468       | 61,56        | 13 118      | 64,77       |
| Blancs et nuls | Blancs et nuls    | Blancs et nuls | 400          | 3,21         | 733         | 5,59        |
| Exprimés       | Exprimés          | Exprimés       | 12 068       | 96,79        | 12 385      | 94,41       |

### Canton de Neufchâtel-en-Bray
| Candidats      | Candidats         | Étiquette      | Premier tour | Premier tour |
| Candidats      | Candidats         | Étiquette      | Voix         | %            |
| -------------- | ----------------- | -------------- | ------------ | ------------ |
|                | Dany Minel*       | DVG            | 4 379        | 77,39        |
|                | Daniel Thomas     | FN             | 723          | 12,78        |
|                | Anne-Marie Vibert | PCF            | 556          | 9,83         |
|                |                   |                |              |              |
| Inscrits       | Inscrits          | Inscrits       | 8 718        | 100,00       |
| Abstention     | Abstention        | Abstention     | 2 805        | 32,17        |
| Votants        | Votants           | Votants        | 5 913        | 67,83        |
| Blancs et nuls | Blancs et nuls    | Blancs et nuls | 255          | 4,31         |
| Exprimés       | Exprimés          | Exprimés       | 5 658        | 95,69        |

*sortant

### Canton d'Ourville-en-Caux
| Candidats      | Candidats         | Étiquette      | Premier tour | Premier tour |
| Candidats      | Candidats         | Étiquette      | Voix         | %            |
| -------------- | ----------------- | -------------- | ------------ | ------------ |
|                | Yvon Pesquet*     | DVD            | 1 429        | 61,65        |
|                | Gérard Jacquel    | PS             | 549          | 23,68        |
|                | Chantal Le Souder | FN             | 236          | 10,18        |
|                | Marcelle Marecal  | PCF            | 104          | 4,49         |
|                |                   |                |              |              |
| Inscrits       | Inscrits          | Inscrits       | 3 375        | 100,00       |
| Abstention     | Abstention        | Abstention     | 953          | 28,24        |
| Votants        | Votants           | Votants        | 2 422        | 71,76        |
| Blancs et nuls | Blancs et nuls    | Blancs et nuls | 104          | 4,29         |
| Exprimés       | Exprimés          | Exprimés       | 2 318        | 95,71        |

*sortant

### Canton de Pavilly
| Candidats      | Candidats       | Étiquette      | Premier tour | Premier tour | Second tour | Second tour |
| Candidats      | Candidats       | Étiquette      | Voix         | %            | Voix        | %           |
| -------------- | --------------- | -------------- | ------------ | ------------ | ----------- | ----------- |
|                | Pascal Marchal* | PS             | 5 855        | 43,32        | 9 586       | 69,12       |
|                | François Tierce | DVD            | 2 844        | 21,04        | 4 282       | 30,88       |
|                | Éric Legros     | FN             | 2 101        | 15,54        |             |             |
|                | Jacques Hauguel | Verts          | 989          | 7,32         |             |             |
|                | Gérard Thifagne | PCF            | 966          | 7,15         |             |             |
|                | Catherine Potel | EXG            | 761          | 5,63         |             |             |
|                |                 |                |              |              |             |             |
| Inscrits       | Inscrits        | Inscrits       | 21 818       | 100,00       | 21 819      | 100,00      |
| Abstention     | Abstention      | Abstention     | 7 724        | 35,40        | 7 086       | 32,48       |
| Votants        | Votants         | Votants        | 14 094       | 64,60        | 14 733      | 67,52       |
| Blancs et nuls | Blancs et nuls  | Blancs et nuls | 578          | 4,10         | 865         | 5,87        |
| Exprimés       | Exprimés        | Exprimés       | 13 516       | 95,90        | 13 868      | 94,13       |

*sortant

### Cantons de Rouen|Canton de Rouen-4
| Candidats      | Candidats           | Étiquette      | Premier tour | Premier tour | Second tour | Second tour |
| Candidats      | Candidats           | Étiquette      | Voix         | %            | Voix        | %           |
| -------------- | ------------------- | -------------- | ------------ | ------------ | ----------- | ----------- |
|                | Yvon Robert         | PS             | 1 383        | 37,43        | 2 164       | 56,60       |
|                | Bertrand Bellanger* | DVD            | 1 180        | 31,94        | 1 659       | 43,40       |
|                | Daniel Delahaye     | FN             | 360          | 9,74         |             |             |
|                | Christophe Duboc    | Verts          | 308          | 8,34         |             |             |
|                | Jean-Marc Wegner    | EXG            | 120          | 3,25         |             |             |
|                | Patrice Rossignol   | PCF            | 114          | 3,09         |             |             |
|                | Anne Dumazaubrun    | EXG            | 112          | 3,03         |             |             |
|                | Jean-Paul Camberlin | PRG            | 85           | 2,30         |             |             |
|                | Luce Eudier-Niel    | EXG            | 33           | 0,89         |             |             |
|                |                     |                |              |              |             |             |
| Inscrits       | Inscrits            | Inscrits       | 6 089        | 100,00       | 6 090       | 100,00      |
| Abstention     | Abstention          | Abstention     | 2 287        | 37,56        | 2 129       | 34,96       |
| Votants        | Votants             | Votants        | 3 802        | 62,44        | 3 961       | 65,04       |
| Blancs et nuls | Blancs et nuls      | Blancs et nuls | 107          | 2,81         | 138         | 3,48        |
| Exprimés       | Exprimés            | Exprimés       | 3 695        | 97,19        | 3 823       | 96,52       |

*sortant

### Canton de Rouen-5
| Candidats      | Candidats             | Étiquette      | Premier tour | Premier tour | Second tour | Second tour |
| Candidats      | Candidats             | Étiquette      | Voix         | %            | Voix        | %           |
| -------------- | --------------------- | -------------- | ------------ | ------------ | ----------- | ----------- |
|                | Valérie Fourneyron    | PS             | 1 698        | 38,04        | 2 743       | 58,09       |
|                | Edgar Menguy          | DVD            | 1 454        | 32,57        | 1 979       | 41,91       |
|                | Catherine Salagnac    | FN             | 464          | 10,39        |             |             |
|                | Jean-Michel Bérégovoy | Verts          | 457          | 10,24        |             |             |
|                | Leïla Messaoudi       | EXG            | 184          | 4,12         |             |             |
|                | Sylvie Diaz           | PCF            | 126          | 2,82         |             |             |
|                | Mohamed Mebarkia      | DVG            | 81           | 1,81         |             |             |
|                |                       |                |              |              |             |             |
| Inscrits       | Inscrits              | Inscrits       | 7 660        | 100,00       | 7 660       | 100,00      |
| Abstention     | Abstention            | Abstention     | 3 068        | 40,05        | 2 721       | 35,52       |
| Votants        | Votants               | Votants        | 4 592        | 59,95        | 4 939       | 64,48       |
| Blancs et nuls | Blancs et nuls        | Blancs et nuls | 128          | 2,79         | 217         | 4,39        |
| Exprimés       | Exprimés              | Exprimés       | 4 464        | 97,21        | 4 722       | 95,61       |

### Canton de Rouen-6
| Candidats      | Candidats           | Étiquette      | Premier tour | Premier tour | Second tour | Second tour |
| Candidats      | Candidats           | Étiquette      | Voix         | %            | Voix        | %           |
| -------------- | ------------------- | -------------- | ------------ | ------------ | ----------- | ----------- |
|                | Robert Foubert*     | PS             | 2 547        | 39,97        | 4 520       | 68,30       |
|                | Brigitte Enguerrand | UMP            | 1 144        | 17,95        | 2 098       | 31,70       |
|                | Laurent Fasquel     | FN             | 828          | 12,99        |             |             |
|                | Martine Fauchard    | Verts          | 554          | 8,69         |             |             |
|                | Didier Chartier     | PCF            | 495          | 7,77         |             |             |
|                | Évelyne Orange      | EXG            | 310          | 4,86         |             |             |
|                | Benoît Hebert       | EXG            | 219          | 3,44         |             |             |
|                | Pascal Langlois     | DVG            | 211          | 3,31         |             |             |
|                | Hervé Brissard      | EXG            | 65           | 1,02         |             |             |
|                |                     |                |              |              |             |             |
| Inscrits       | Inscrits            | Inscrits       | 11 248       | 100,00       | 11 248      | 100,00      |
| Abstention     | Abstention          | Abstention     | 4 585        | 40,76        | 4 245       | 37,74       |
| Votants        | Votants             | Votants        | 6 663        | 59,24        | 7 003       | 62,26       |
| Blancs et nuls | Blancs et nuls      | Blancs et nuls | 290          | 4,35         | 385         | 5,50        |
| Exprimés       | Exprimés            | Exprimés       | 6 373        | 95,65        | 6 618       | 94,50       |

*sortant

### Canton de Rouen-7
| Candidats      | Candidats         | Étiquette      | Premier tour | Premier tour | Second tour | Second tour |
| Candidats      | Candidats         | Étiquette      | Voix         | %            | Voix        | %           |
| -------------- | ----------------- | -------------- | ------------ | ------------ | ----------- | ----------- |
|                | Michel Bérégovoy* | PS             | 1 689        | 38,85        | 2 782       | 60,33       |
|                | Bruno Devaux      | UMP            | 1 326        | 30,50        | 1 829       | 39,67       |
|                | Gilles Arnaud     | FN             | 490          | 11,27        |             |             |
|                | Yann Devin        | Verts          | 452          | 10,40        |             |             |
|                | Gisèle Lapeyre    | EXG            | 217          | 4,99         |             |             |
|                | Pascal Le Cousin  | PCF            | 174          | 4,00         |             |             |
|                |                   |                |              |              |             |             |
| Inscrits       | Inscrits          | Inscrits       | 7 199        | 100,00       | 7 200       | 100,00      |
| Abstention     | Abstention        | Abstention     | 2 722        | 37,81        | 2 413       | 33,51       |
| Votants        | Votants           | Votants        | 4 477        | 62,19        | 4 787       | 66,49       |
| Blancs et nuls | Blancs et nuls    | Blancs et nuls | 129          | 2,88         | 176         | 3,68        |
| Exprimés       | Exprimés          | Exprimés       | 4 348        | 97,12        | 4 611       | 96,32       |

*sortant

### Canton de Saint-Étienne-du-Rouvray
| Candidats      | Candidats          | Étiquette      | Premier tour | Premier tour | Second tour | Second tour |
| Candidats      | Candidats          | Étiquette      | Voix         | %            | Voix        | %           |
| -------------- | ------------------ | -------------- | ------------ | ------------ | ----------- | ----------- |
|                | Hubert Wulfranc    | PCF            | 3 596        | 42,47        | 7 134       | 100,00      |
|                | Rémy Orange        | PS             | 1 917        | 22,64        | Retrait     | Retrait     |
|                | Pascale Quevremont | FN             | 1 154        | 13,63        |             |             |
|                | Jacques Gogue      | DVD            | 766          | 9,05         |             |             |
|                | Jean-Luc Robin     | EXG            | 364          | 4,30         |             |             |
|                | Christine Meterfi  | ECO            | 300          | 3,54         |             |             |
|                | Stéphanie Lambert  | EXG            | 243          | 2,87         |             |             |
|                | Saïd Narbesla      | DVG            | 128          | 1,51         |             |             |
|                |                    |                |              |              |             |             |
| Inscrits       | Inscrits           | Inscrits       | 14 008       | 100,00       | 14 010      | 100,00      |
| Abstention     | Abstention         | Abstention     | 5 181        | 36,99        | 5 155       | 36,80       |
| Votants        | Votants            | Votants        | 8 827        | 63,01        | 8 855       | 63,20       |
| Blancs et nuls | Blancs et nuls     | Blancs et nuls | 359          | 4,07         | 1 721       | 19,44       |
| Exprimés       | Exprimés           | Exprimés       | 8 468        | 95,93        | 7 134       | 80,56       |

### Canton de Saint-Valery-en-Caux
| Candidats      | Candidats       | Étiquette      | Premier tour | Premier tour | Second tour | Second tour |
| Candidats      | Candidats       | Étiquette      | Voix         | %            | Voix        | %           |
| -------------- | --------------- | -------------- | ------------ | ------------ | ----------- | ----------- |
|                | Gérard Mauger   | DVD            | 1 907        | 41,21        | 2 410       | 48,56       |
|                | Jacky Heloury   | PS             | 1 764        | 38,12        | 2 553       | 51,44       |
|                | Francis Moulin  | FN             | 461          | 9,96         |             |             |
|                | Pascal Honel    | PCF            | 253          | 5,47         |             |             |
|                | Claude Desaeger | DVG            | 242          | 5,23         |             |             |
|                |                 |                |              |              |             |             |
| Inscrits       | Inscrits        | Inscrits       | 7 061        | 100,00       | 7 061       | 100,00      |
| Abstention     | Abstention      | Abstention     | 2 218        | 31,41        | 1 891       | 26,78       |
| Votants        | Votants         | Votants        | 4 843        | 68,59        | 5 170       | 73,22       |
| Blancs et nuls | Blancs et nuls  | Blancs et nuls | 216          | 4,46         | 207         | 4,00        |
| Exprimés       | Exprimés        | Exprimés       | 4 627        | 95,54        | 4 963       | 96,00       |

### Canton de Sotteville-lès-Rouen-Ouest
| Candidats      | Candidats                   | Étiquette      | Premier tour | Premier tour | Second tour | Second tour |
| Candidats      | Candidats                   | Étiquette      | Voix         | %            | Voix        | %           |
| -------------- | --------------------------- | -------------- | ------------ | ------------ | ----------- | ----------- |
|                | Luce Pane*                  | PS             | 4 011        | 47,85        | 6 040       | 71,84       |
|                | Michel Champalbert          | UMP            | 1 310        | 15,63        | 2 368       | 28,16       |
|                | Bruno Gouley                | FN             | 1 164        | 13,89        |             |             |
|                | Jean-Pierre Girod           | Verts          | 749          | 8,93         |             |             |
|                | Véronique Christol-Bailleul | PCF            | 461          | 5,50         |             |             |
|                | Daniel Dieudonne            | EXG            | 391          | 4,66         |             |             |
|                | Saïd Bouariss               | EXG            | 202          | 2,41         |             |             |
|                | Gabriel Calippe             | EXG            | 95           | 1,13         |             |             |
|                |                             |                |              |              |             |             |
| Inscrits       | Inscrits                    | Inscrits       | 13 343       | 100,00       | 13 643      | 100,00      |
| Abstention     | Abstention                  | Abstention     | 4 572        | 34,27        | 4 626       | 33,91       |
| Votants        | Votants                     | Votants        | 8 771        | 65,73        | 9 017       | 66,09       |
| Blancs et nuls | Blancs et nuls              | Blancs et nuls | 388          | 4,42         | 609         | 6,75        |
| Exprimés       | Exprimés                    | Exprimés       | 8 383        | 95,58        | 8 408       | 93,25       |

*sortant

### Canton de Tôtes
| Candidats      | Candidats               | Étiquette      | Premier tour | Premier tour | Second tour | Second tour |
| Candidats      | Candidats               | Étiquette      | Voix         | %            | Voix        | %           |
| -------------- | ----------------------- | -------------- | ------------ | ------------ | ----------- | ----------- |
|                | Chantal Furon-Bataille* | DVD            | 2 488        | 43,74        | 3 420       | 58,64       |
|                | Victor Boucher          | PS             | 1 567        | 27,55        | 2 412       | 41,36       |
|                | Jean-Luc Corniere       | DVD            | 667          | 11,73        |             |             |
|                | Nicole Rousselet        | FN             | 629          | 11,06        |             |             |
|                | Jonathan Thirel         | PCF            | 337          | 5,92         |             |             |
|                |                         |                |              |              |             |             |
| Inscrits       | Inscrits                | Inscrits       | 8 837        | 100,00       | 8 833       | 100,00      |
| Abstention     | Abstention              | Abstention     | 2 881        | 32,60        | 2 629       | 29,76       |
| Votants        | Votants                 | Votants        | 5 956        | 67,40        | 6 204       | 70,24       |
| Blancs et nuls | Blancs et nuls          | Blancs et nuls | 268          | 4,50         | 372         | 6,00        |
| Exprimés       | Exprimés                | Exprimés       | 5 688        | 95,50        | 5 832       | 94,00       |

*sortant

### Canton de Valmont
| Candidats      | Candidats               | Étiquette      | Premier tour | Premier tour |
| Candidats      | Candidats               | Étiquette      | Voix         | %            |
| -------------- | ----------------------- | -------------- | ------------ | ------------ |
|                | Alain Bazille*          | DVD            | 2 740        | 54,84        |
|                | Louis Jeanne Dit Fouque | PS             | 1 213        | 24,28        |
|                | Michel Panchout         | FN             | 554          | 11,09        |
|                | Cécile Maitrot          | Verts          | 328          | 6,57         |
|                | Yves Texier             | DVG            | 161          | 3,22         |
|                |                         |                |              |              |
| Inscrits       | Inscrits                | Inscrits       | 7 993        | 100,00       |
| Abstention     | Abstention              | Abstention     | 2 750        | 34,41        |
| Votants        | Votants                 | Votants        | 5 243        | 65,59        |
| Blancs et nuls | Blancs et nuls          | Blancs et nuls | 247          | 4,71         |
| Exprimés       | Exprimés                | Exprimés       | 4 996        | 95,29        |

*sortant